# Mary Pickford (Used to Eat Roses)
Mary Pickford (Used to Eat Roses) è un singolo della cantautrice britannica Katie Melua pubblicato il 26 novembre 2007, secondo estratto dall'album Pictures.

## Il disco
Il brano è stato scritto e prodotto da Mike Batt.

## Tracce
Promo - CD-Single
1. Mary Pickford (Used to Eat Roses) - 3:12